# René Robert (hockey sur glace)
Pour les articles homonymes, voir Robert et René Robert.
René Robert, né le 31 décembre 1948 à Trois-Rivières au Québec et mort le 22 juin 2021 à Port Charlotte aux États-Unis, est un joueur de hockey sur glace professionnel qui passa douze saisons dans la Ligue nationale de hockey avec les Maple Leafs de Toronto, les Penguins de Pittsburgh, les Sabres de Buffalo et les Rockies du Colorado entre 1970 et 1982. 

## Carrière
Originellement propriété des Leafs, Robert ne joue que cinq parties avec cette équipe avant d'être choisi par les Sabres au cours du repêchage d'expansion de la LNH de 1970. Les Sabres le laissent sans protection et il est réclamé par les Penguins. Après avoir disputé 49 matches dans la saison, il est renvoyé à Buffalo en retour du populaire Eddie Shack. Flatté de remplacer un joueur aussi populaire, Robert prend confiance et récolte 9 points au cours des 12 matches qu'il joue pour les Sabres cette saison-là. Ce n'est qu'un mince aperçu de ce qui va suivre.
Le fameux trio connu sous le nom de French Connection, formé de Robert, Gilbert Perreault et Richard Martin devient rapidement l'une des lignes offensives les plus dévastatrices de la ligue. Robert enfile 40 buts en 1972-1973 en plus de 43 passes, pour un total de 83 points. Il connaît 7 fructueuses campagnes dans l'uniforme des Sabres, sa meilleure étant 1974-1975 où il atteint les 100 points pour la première et dernière fois de sa carrière - cette année-là, les Sabres atteignent la finale de la Coupe Stanley contre les champions en titre, les Flyers de Philadelphie. Après une série âprement disputée, les Flyers l'emportent cependant.
En 1979, Robert est échangé aux médiocres Rockies en retour du défenseur offensif John Van Boxmeer. Vexé, il envisage de prendre sa retraite, mais l'entraîneur-chef des Rockies, Don Cherry, le persuade de rester, convaincu qu'il va l'aider à attirer d'autres bons joueurs au Colorado et à installer une attitude gagnante dans l'équipe, Robert étant le pilier de cette reconstruction. Il retourne la saison suivante avec les Leafs, et prend sa retraite la saison suivante quand Toronto décide de ne pas le protéger.
Il devient ensuite président de l'Association des anciens joueurs de la LNH.

## Mort
Le 18 juin 2021, René Robert est victime d'un grave malaise cardiaque, il meurt quatre jours plus tard dans un hôpital de Port Charlotte en Floride, aux États-Unis.

## Statistiques
| Saison     | Équipe                 | Ligue      |     | Saison régulière | Saison régulière | Saison régulière | Saison régulière | Saison régulière |    | Séries éliminatoires | Séries éliminatoires | Séries éliminatoires | Séries éliminatoires | Séries éliminatoires |
| Saison     | Équipe                 | Ligue      | PJ  | B                | A                | Pts              | Pun              | PJ               | B  | A                    | Pts                  | Pun                  |                      |                      |
| 1967-1968  | Oilers de Tulsa        | LCPH       | 3   | 0                | 2                | 2                | 0                | 2                | 0  | 4                    | 4                    | 14                   |                      |                      |
| 1968-1969  | Oilers de Tulsa        | LCH        | 59  | 21               | 30               | 51               | 57               | 7                | 4  | 3                    | 7                    | 2                    |                      |                      |
| 1969-1970  | Canucks de Vancouver   | WHL        | 5   | 0                | 0                | 0                | 2                | -                | -  | -                    | -                    | -                    |                      |                      |
| 1969-1970  | Americans de Rochester | LAH        | 49  | 23               | 40               | 63               | 57               | --               | -- | --                   | --                   | --                   |                      |                      |
| 1970-1971  | Roadrunners de Phoenix | WHL        | 7   | 4                | 3                | 7                | 6                | 10               | 5  | 3                    | 8                    | 7                    |                      |                      |
| 1970-1971  | Oilers de Tulsa        | LCH        | 58  | 26               | 36               | 62               | 85               | -                | -  | -                    | -                    | -                    |                      |                      |
| 1970-1971  | Maple Leafs de Toronto | LNH        | 5   | 0                | 0                | 0                | 0                |                  |    |                      |                      |                      |                      |                      |
| 1971-1972  | Penguins de Pittsburgh | LNH        | 49  | 7                | 11               | 18               | 42               | -                | -  | -                    | -                    | -                    |                      |                      |
| 1971-1972  | Sabres de Buffalo      | LNH        | 12  | 6                | 3                | 9                | 2                | -                | -  | -                    | -                    | -                    |                      |                      |
| 1972-1973  | Sabres de Buffalo      | LNH        | 75  | 40               | 43               | 83               | 83               | 6                | 5  | 3                    | 8                    | 2                    |                      |                      |
| 1973-1974  | Sabres de Buffalo      | LNH        | 76  | 21               | 44               | 65               | 71               | -                | -  | -                    | -                    | -                    |                      |                      |
| 1974-1975  | Sabres de Buffalo      | LNH        | 74  | 40               | 60               | 100              | 75               | 16               | 5  | 8                    | 13                   | 16                   |                      |                      |
| 1975-1976  | Sabres de Buffalo      | LNH        | 72  | 35               | 52               | 87               | 53               | 9                | 3  | 2                    | 5                    | 6                    |                      |                      |
| 1976-1977  | Sabres de Buffalo      | LNH        | 80  | 33               | 40               | 73               | 46               | 6                | 5  | 2                    | 7                    | 20                   |                      |                      |
| 1977-1978  | Sabres de Buffalo      | LNH        | 67  | 25               | 48               | 73               | 25               | 7                | 2  | 0                    | 2                    | 23                   |                      |                      |
| 1978-1979  | Sabres de Buffalo      | LNH        | 68  | 22               | 40               | 62               | 46               | 3                | 2  | 2                    | 4                    | 4                    |                      |                      |
| 1979-1980  | Rockies du Colorado    | LNH        | 69  | 28               | 35               | 63               | 79               | -                | -  | -                    | -                    | -                    |                      |                      |
| 1980-1981  | Rockies du Colorado    | LNH        | 28  | 8                | 11               | 19               | 30               | -                | -  | -                    | -                    | -                    |                      |                      |
| 1980-1981  | Maple Leafs de Toronto | LNH        | 14  | 6                | 7                | 13               | 8                | 3                | 0  | 2                    | 2                    | 2                    |                      |                      |
| 1981-1982  | Maple Leafs de Toronto | LNH        | 55  | 13               | 24               | 37               | 37               | -                | -  | -                    | -                    | -                    |                      |                      |
| Totaux LNH | Totaux LNH             | Totaux LNH | 744 | 284              | 418              | 702              | 597              | 50               | 22 | 19                   | 41                   | 73                   |                      |                      |